# Intercontinental GT Challenge
El Intercontinental GT Challenge es una competición automovilística organizada por la Stéphane Ratel Organisation desde 2016. Consta de internacional carreras de resistencia para GTs que corren bajo las especificaciones técnicas de FIA GT3.

## Formato
La serie está dirigida a los fabricantes. En vez de colocar sus vehículos propios, los fabricantes nombran y apoyan equipos locales en eventos seleccionados por ellos mismos para obtener puntos. Cuatro fabricantes participaron en la serie inaugural en 2016: Audi, Bentley, McLaren y Mercedes-Benz.
Las carreras pueden ser eventos únicos (como las 12 Horas de Sepang o las 12 Horas de Bathurst) o parte de otro campeonato (como las 24 Horas de Spa) pero son todos disputados por vehículos bajo las mismas especificaciones técnicas.

## Carreras
- 24 Horas de Spa (2016)
- 12 Horas de Bathurst (2016-2020, 2022-)
- 12 Horas de Sepang (2016)
- 8 Horas de California (2017-2019)
- 10 Horas de Suzuka/1000 km de Suzuka (2018-2019, 2025-)
- 9 Horas de Kyalami (2019-2023)
- 8 Horas de Indianápolis (2020-)
- 12 Horas del Golfo (2023)
- 24 Horas de Nürburgring (2024-)

## Campeones
El título es otorgado al fabricante con la cuenta de puntos más alta. Un fabricante puede introducir hasta cuatro coches en cualquier acontecimiento pero solo recibe puntos a favor sus dos mejores coches. El título de pilotos es otorgado en las categorías Pro, y Am para pilotos Bronce del ranking de la FIA.

### Campeonato de Pilotos
| Año  | GT3          | GT4     |
| ---- | ------------ | ------- |
| 2016 | Audi         | No hubo |
| 2017 | Audi         | Porsche |
| 2018 | Audi         | No hubo |
| 2019 | Porsche      | No hubo |
| 2020 | Porsche      | No hubo |
| 2021 | Audi         | No hubo |
| 2022 | Mercedes-AMG | No hubo |
| 2023 | Mercedes-AMG | No hubo |
| 2024 | Porsche      | No hubo |

| Año  | Pro                                | Clase secundaria                         |
| ---- | ---------------------------------- | ---------------------------------------- |
| 2016 | Laurens Vanthoor                   | Thierry Cornac Steve McLaughlan          |
| 2017 | Markus Winkelhock                  | No hubo                                  |
| 2018 | Tristan Vautier                    | Kenny Habul                              |
| 2019 | Dennis Olsen                       | Kenny Habul                              |
| 2020 | Nick Catsburg Augusto Farfus       | No hubo                                  |
| 2021 | Côme Ledogar Alessandro Pier Guidi | Mikael Grenier Kenny Habul Martin Konrad |
| 2022 | Daniel Juncadella                  | Kenny Habul Martin Konrad                |
| 2023 | Jules Gounon                       | Jonathan Hui                             |
| 2024 | Charles Weerts                     | Antares Au                               |